# Гуменос, Димос
Димос Гуменос (греч. Δήμος Γούμενος; 25 декабря 1978, Паралимни, Кипр) — кипрский футболист, полузащитник. Выступал за сборную Кипра.

## Биография

### Клубная карьера
Воспитанник клуба «Эносис», в котором провёл практически всю карьеру. Дебютировал на профессиональном уровне в сезоне 1997/98 и быстро стал основным игроком команды. В составе «Эносиса» Гуменос отыграл 14 полноценных сезонов в высшей лиге Кипра и был капитаном команды, однако достичь с клубом серьёзных успехов ему не удалось. В 2011 году он перешёл в другой клуб высшей лиги «Эрмис», за который провёл 18 матчей, но уже спустя год игрок вернулся в «Эносис». В 2013 году Гуменос вновь покинул команду и перешёл в клуб из второго дивизиона «Айя-Напа», с которым стал победителем лиги, но по окончании сезона покинул клуб и подписал новый контракт «Эносис», который по итогам прошлого сезона вылетел из высшей лиги. В сезон 2014/15 игрок провёл 21 матч и забил 1 гол за «Эносис» во втором дивизионе и помог команде вернуться в элиту. Позже, летом 2015 года он завершил игровую карьеру.

### Карьера в сборной
Дебютировал за сборную Кипра 17 ноября 2014 года в матче отборочного турнира чемпионата мира 2006 против сборной Израиля (1:2), в котором вышел на замену на 70-й минуте вместо Ставроса Георгиу и отметился предупреждением. Также Гуменос принял участие в Кубке Кипрской футбольной ассоциации в феврале 2005 года, где сыграл со сборными Австрии и Финляндии. В дальнейшем за сборную не играл.

## Достижения
«Айя-Напа»
- Победитель второго дивизиона Кипра: 2013/14

«Эносис»
- Победитель второго дивизиона Кипра: 2014/15